# ستوپسک
ستوپسک (به لهستانی:  Stupsk) یک روستا در لهستان است که در گمینا ستوپسک واقع شده‌است.